# Cartea lui Jin
Cartea lui Jin este un text oficial din istoria chineză relatând istoria dinastiei Jin din anul 265 până în 420. 
A fost realizată de un număr de oficiali comandați de curtea imperială a dinastiei tang cu Cancelarul Fang Xuanline ca editor principal, bazându-se pe documente din arhivele anterioare. Câteva eseuri din volumele 1, 3, 54 și 80 au fost redactate chiar de Împaratul Taizong al dinastiei Tang. Conținutul Carții lui Jin include nu numai istoria dinastiei Jin ci și din Perioada celor Șaisprezece Regate care a fost contemporană cu dinastia Jin de Est.